# El Mariachi
El Mariachi is een Mexicaanse actiefilm uit 1992. De film werd gemaakt met een budget van slechts 7000 dollar en is daarmee de goedkoopste actiefilm die ooit is gemaakt. De acteurs waren allemaal amateurspelers en vrijwel alle technische handelingen werden uitgevoerd door één persoon: Robert Rodriguez. De film zou het eerste deel van de El Mariachi-trilogie worden.
Ondanks het lage budget en de beperkte technische middelen werd El Mariachi een film van zeer hoge kwaliteit. Dit kwam vooral door de humor, het tempo, het enthousiasme en de vindingrijkheid waarmee de film was gemaakt. De film werd opgekocht door de productiemaatschappij Columbia Pictures en werd overal ter wereld in roulatie gebracht. El Mariachi werd een succes en groeide uit tot cultklassieker.
Robert Rodriguez, die met deze film zijn speelfilmdebuut maakte, kreeg de kans om met Desperado een Engelstalige versie te maken. Vervolgens zou hij uitgroeien tot Hollywoodregisseur met films als From Dusk Till Dawn en Sin City op zijn conto.

## Rolverdeling
| Acteur          | Personage   |
| --------------- | ----------- |
| Carlos Gallardo | El Mariachi |
| Consuelo Gómez  | Domino      |
| Jaime de Hoyos  | Bigotón     |
| Peter Marquardt | Mauricio    |
| Reinol Martínez | Azul        |
| Ramiro Gómez    | Cantinero   |
| Jesús López     | Viejo Clerk |